# Luigi Gerli
Luigi Gerli fue un deportista italiano que compitió en remo. Ganó siete medallas en el Campeonato Europeo de Remo entre los años 1899 y 1905.

## Palmarés internacional
| Campeonato Europeo | Campeonato Europeo    | Campeonato Europeo | Campeonato Europeo |
| Año                | Lugar                 | Medalla            | Prueba             |
| ------------------ | --------------------- | ------------------ | ------------------ |
| 1899               | Ostende (Bélgica)     | Medalla de plata   | Ocho con timonel   |
| 1900               | París (Francia)       | Medalla de bronce  | Scull individual   |
| 1901               | Zúrich (Suiza)        | Medalla de bronce  | Scull individual   |
| 1902               | Estrasburgo (Francia) | Medalla de oro     | Scull individual   |
| 1903               | Venecia (Italia)      | Medalla de plata   | Doble scull        |
| 1905               | Gante (Bélgica)       | Medalla de plata   | Doble scull        |
| 1905               | Gante (Bélgica)       | Medalla de bronce  | Ocho con timonel   |